# Сабрина Тавернайз
Сабрина Тавернайз (англ. Sabrina Tavernise, нар. 24 лютого 1971) — американська журналістка The New York Times. Раніше працювала військовою кореспонденткою «Таймс» про Ірак, Ліван, і Росію.
В 2003 році отримала почесну відзнаку Курта Шорка за «глибину і людське розуміння в охопленні Росії».

## Життєпис
Виросла в Гренвіль, штат Массачусетс. Здобула в 1993 році ступінь бакалавра з російських студій у Barnard College. У 1995 році переїхала до Магадана, Росія, де керувала центром бізнес-тренінгів, що фінансувався Агентством США з міжнародного розвитку.
У 1997 році, після переїзду до Москви, Таверніс працювала позаштатним автором для таких видань, як BusinessWeek. З 1997 по 1999 рік працювала на Bloomberg News.
У 2000 році вона приєдналася до The New York Times як московський кореспондент; з 2003 по 2007 рік вона працювала в Іраку, де висвітлювала, зокрема, релігійні чистки 2005 року. Пізніше переїхала до Пакистану та Туреччини, де очолила бюро в Стамбулі.
У 2010 році вона стала національним кореспондентом, що висвітлює демографічні питання, і була провідним автором статті для Times про перепис населення США 2010 року, зафіксувавши основні демографічні зрушення, що відбуваються у Сполучених Штатах, включаючи смертність і народжуваність, расову та етнічну приналежність.
У березні 2022 року Таверніс приєдналася до Майкла Барбаро в якості другої ведучої подкасту The New York Times The Daily, після того, як вона почала вести репортажі з російського вторгнення в Україну.
Розмовляє італійською та російською[джерело?].